# 毘盧遮那仏

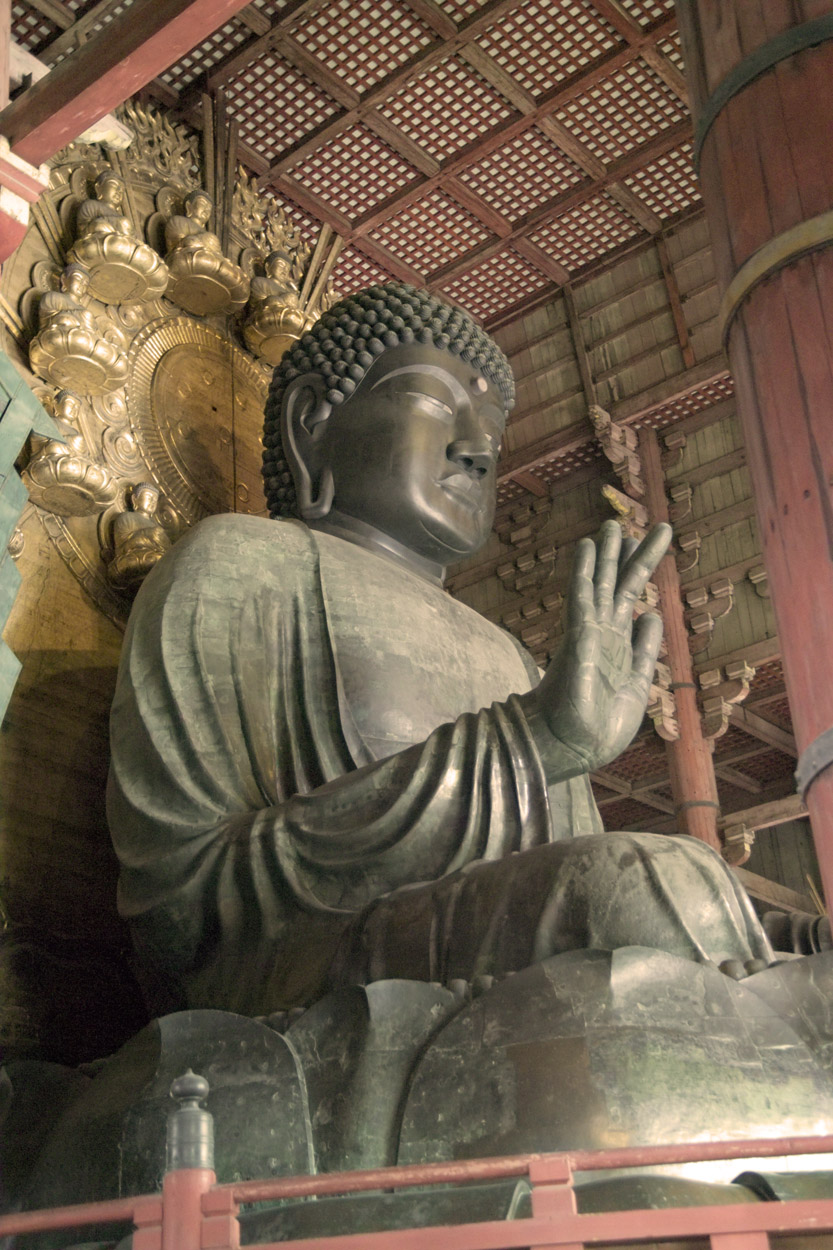
東大寺の毘盧舎那仏

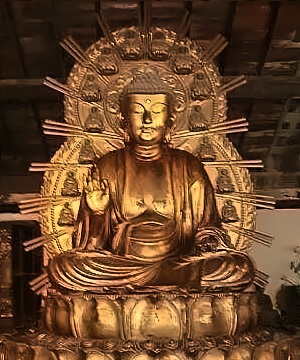
現在の方広寺本尊の毘盧遮那仏座像。往時の大仏（京の大仏）の1/10の大きさの模像と伝わる。

毘盧遮那仏（びるしゃなぶつ、梵: Vairocana）は、大乗仏教における信仰対象である如来の一尊。華厳経において中心的な存在として扱われる尊格である。密教においては大日如来と同一視される。
尊名は華厳経では「舎」の字を用いて毘盧舎那仏、大日経では「遮」の字を用いて毘盧遮那仏と表記される。

## 概要
毘盧遮那とはサンスクリット語の「ヴァイローチャナ」(Vairocana) の音訳で「光明遍照」（こうみょうへんじょう）を意味する。仏であることを明示するために、「仏」字を付して毘盧舎那仏と表現されることが一般的である。頭の文字を略して盧遮那仏（るしゃなぶつ）、遮那仏（しゃなぶつ）とも表される。
大乗仏教の教義では毘盧遮那仏は法身仏で、宇宙の根本仏であるとされる。『華厳経』では、釈迦如来は衆生を救うため法身の毘盧遮那仏によって遣わされた存在、または毘盧遮那仏の化身と解釈される。
仏像では、聖武天皇の発願により造られた東大寺盧舎那仏像（奈良の大仏、東大寺大仏）が有名。現存しないが、豊臣秀吉の発願した方広寺大仏（京の大仏）も毘盧遮那仏であった。
鑑真が開創した唐招提寺金堂の中尊も、天平時代の脱乾漆像として有名であり、鑑真が中国からもたらした盛唐様式の作風を伝える彫刻として貴重な存在である。

## 密教
真言宗などの密教における「摩訶毘盧遮那仏」（大毘盧遮那仏、Mahāvairocana、マハー・ヴァイローチャナ）は、大日如来と呼ばれ、成立の起源を、ゾロアスター教の善の最高神アフラ・マズダーに求める学説がある。